# Стефани (Тренто)
Стефани је насеље у Италији у округу Тренто, региону Трентино-Јужни Тирол.
Према процени из 2011. у насељу је живело 75 становника. Насеље се налази на надморској висини од 851 м.